# Stephanie Andujar

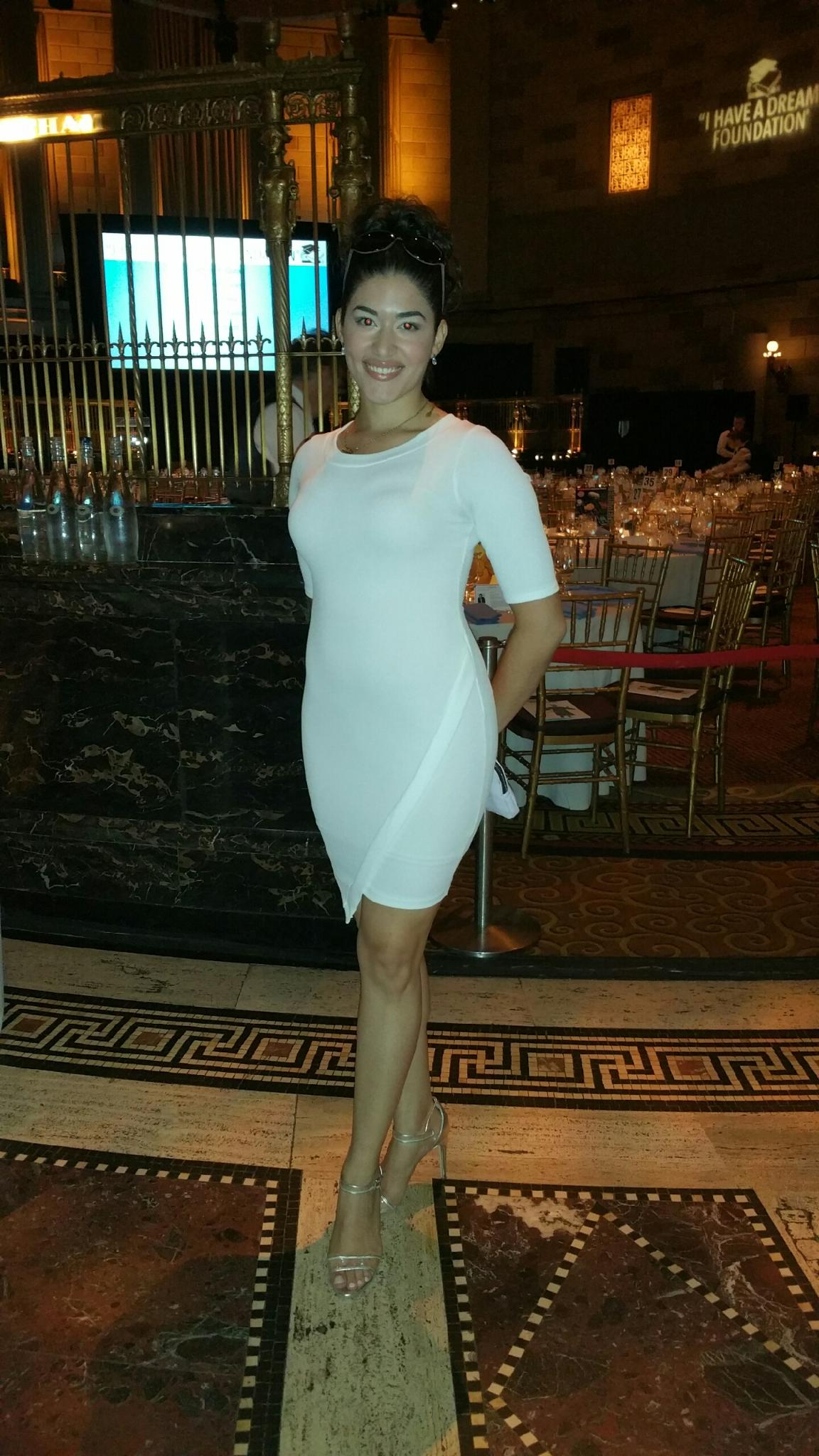
Stephanie Andujar (2015)

Stephanie Andujar (* 15. Juli 1986 in New York City, New York) ist eine US-amerikanische Schauspielerin.

## Leben
Andujar begann ihre Schauspielkarriere im Alter von 12 Jahren. Später studierte sie an der Talent Unlimited High School. 2009 erwarb sie ihren Business Bachelor Degree an der Pace University, New York City. Ihren Durchbruch hatte sie 2009 in dem Filmdrama Precious – Das Leben ist kostbar, in dem sie die ehemalige Heroinabhängige Rita Romero, eine Freundin der Hauptfigur, spielte.

## Filmografie
- 2007: Law & Order: Special Victims Unit (Fernsehserie, eine Folge)
- 2008: Awilda and a Bee (Kurzfilm)
- 2009: Precious – Das Leben ist kostbar (Precious)
- 2010: Mercy (Fernsehserie, 2 Folgen)
- 2011: Pariah
- 2012: See Girl Run
- 2012: Babygirl
- 2014: Orange Is the New Black (Webserie, 2 Folgen)
- 2014: Ruhet in Frieden – A Walk Among the Tombstones (A Walk Among the Tombstones)
- 2017: Marjorie Prime
- 2018: Blue Bloods – Crime Scene New York (Blue Bloods, Fernsehserie, 2 Folgen)

## Auszeichnungen und Nominierungen
- 2009: Boston Society of Film Critics Award als Bestes Schauspielerensemble für Precious – Das Leben ist kostbar (geteilt mit Kollegen)
- 2009: Washington-DC-Area-Film-Critics-Association-Award-Nominierung als Bestes Schauspielerensemble für Precious – Das Leben ist kostbar (geteilt mit Kollegen)